# Orthobunyavirus
Orthobunyavirus ist eine Gattung von Viren in der Familie Peribunyaviridae aus der Ordnung Bunyavirales. In dieser Gattung gibt es (mit Stand November 2018) 49 vom International Committee on Taxonomy of Viruses (ICTV) bestätigte Arten (Spezies), die herkömmlich in 20 Serogruppen mit ca. 170 Viren klassifiziert werden.
Der Name Orthobunyavirus stammt von Bunyamwera, Uganda, wo der erste Vertreter der Gattung, das Bunyamwera-Virus (Spezies Orthobunyavirus bunyamweraense) entdeckt wurde, zusammen mit dem Präfix ortho- von altgriechisch ὀρϑός (orthós), was ‚aufrecht‘, ‚richtig‘, ‚gerade‘ bedeutet.

## Epidemiologie
Die Gattung ist in Afrika, Australien und Ozeanien am vielfältigsten, kommt jedoch fast weltweit vor. Die meisten Orthobunyavirus-Arten werden von Mücken übertragen und verursachen Rinderkrankheiten. Es gibt aber auch humanpathogene Mitglieder, wie das Kalifornien-Enzephalitis-Virus (Spezies Orthobunyavirus encephalitidis), das La Crosse-Virus (Orthobunyavirus lacrosseense) und das Jamestown-Canyon-Virus (Orthobunyavirus jamestownense), die beim Menschen alle eine Enzephalitis verursachen.

## Morphologie

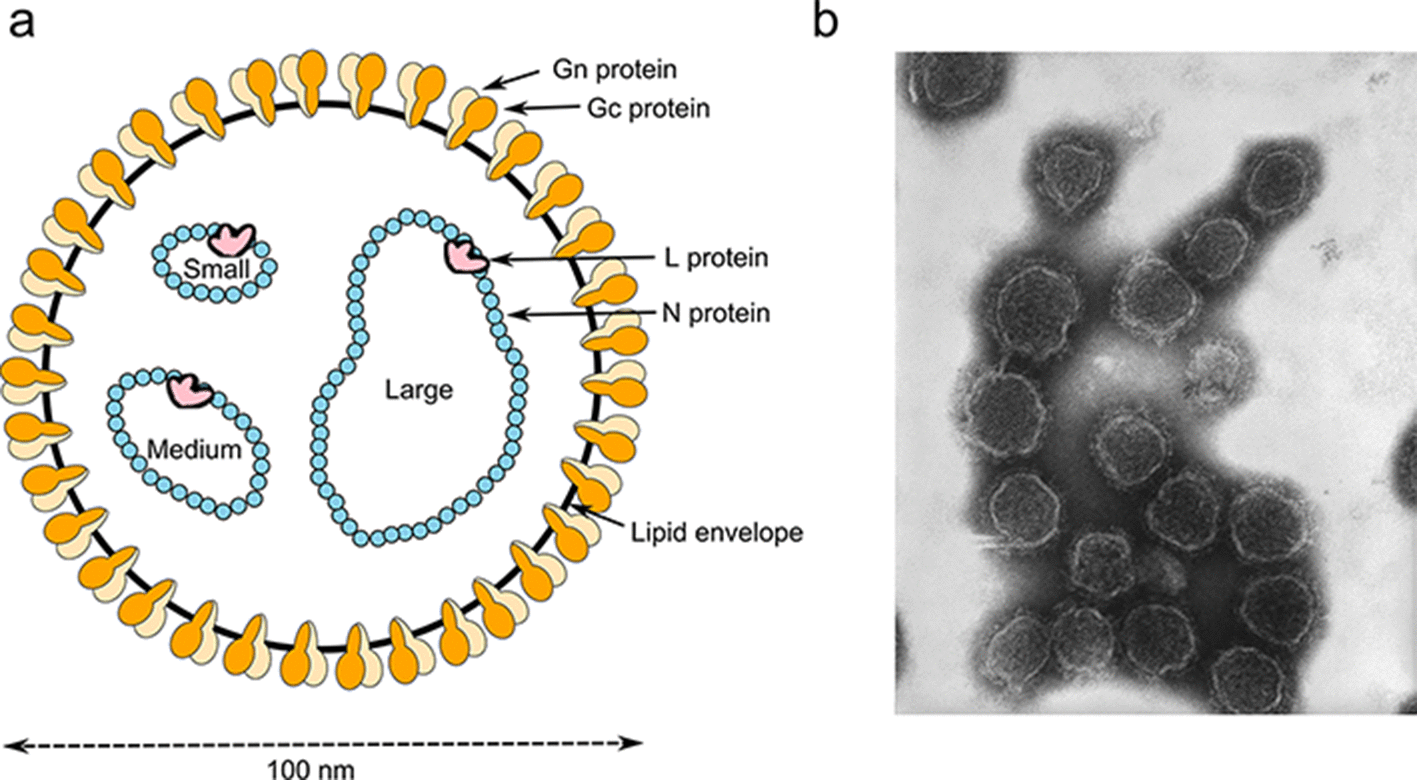
(a) Aufbau der Peribunyaviridae-Virionen: Darstellung eines Virions im Querschnitt. Die Oberflächenspikes bestehen aus den Glykoproteinen Gn und Gc. Die helikalen Nukleokapside sind kreisförmig und bestehen aus je einem der ssRNA-Segmente (L, groß; M, mittel; S, klein), die vom N-Protein eingekapselt und mit dem L-Protein verbunden sind.
(b) Negativ gefärbte TEM-Aufnahme von Virionen des Kalifornien-Enzephalitis-Virus (Orthobunyavirus encephalitidis).

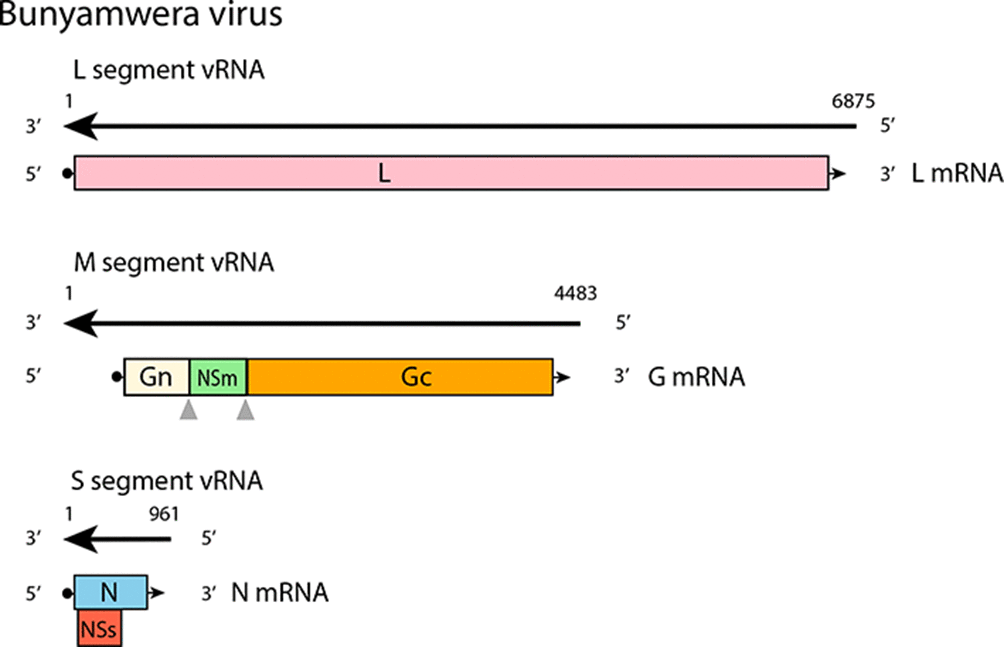
Genom des Bunyamwera-Virus (BUNV, Spezies Orthobunyavirus bunyamweraense)

Die Viruspartikel (Virionen) der Gattung Orthobunyavirus sind von runder Gestalt (sphärisch) mit einem Durchmesser von 80 bis 120 nm. Die Hülle umschließt wie typisch für Mitglieder der Ordnung Bunyavirales drei unterschiedlich große helikale Kapside (Ribonukleokapside) mit jeweils einem Strang des segmentierten RNA-Genoms. Die drei Genomsegmente L, M und S (für englisch large, medium, small) bestehen aus einer einzelsträngigen RNA mit negativer Polarität.
- Das große Segment L-RNA von ca. 6500 nt kodiert für die virale RNA-Polymerase (L-Protein)[7]
- Das mittlere Segment M-RNA von ca. 4500 nt kodiert für ein Polyprotein, das durch Wirtsprotease in das Gn-, NSm- und Gc-Protein gespalten wird.[5]
- Das kleine Segment S-RNA von ca. 1000 nt kodiert für das Nukleoprotein (N-Protein) der Kapside und ein Nichtstruktur-Protein (NS-Protein).[8]

## Systematik
Die folgende Liste beinhaltet vom ICTV bestätigte Spezies und Viren der Gattung Orthobunyavirus mit Stand 7. Mai 2024 (auszugsweise).
Auf der Grundlage der Ergebnisse der kreuzweisen Hämagglutinationshemmung (englisch cross-hemagglutination inhibition, HI) und der gegenseitigen Antikörperneutralisierungen (englisch antibody neutralization) wurden 19 Serogruppen klassifiziert. Die Serogruppen erstrecken sich gewöhnlich über eine oder mehrere ganze Spezies, daher wurden diese oben zusätzlich noch nach den Serogruppen klassifiziert. Viren mit bestätigter Serogruppenzugehörigkeit sind mit (+) gekennzeichnet. Die Serokomplexe (hier nicht ausgeführt) stimmen oft, aber nicht immer mit den Spezies überein. Einige Viren wurden noch nicht in eine der Serogruppen klassifiziert.
- Familie Peribunyaviridae

- Genus (Gattung) Orthobunyavirus

- Anopheles-A-Serogruppe

- Spezies Orthobunyavirus horizonteense (früher Anopheles A orthobunyavirus, AAObV)

- Anopheles-A-Virus (en. Anopheles A virus, ANAV) (+)
- Arumateua virus (ARTV, ARMTV)
- Caraipé virus	(CPEV, CRPV)
- Las-Maloyas-Virus (en. Las Maloyas virus, LMV)
- Lukuni-Virus (en. Lukuni virus, LUKV)
- ?Trombetas-Virus (en. Trombetas virus, TRMV) (+) – kein Eintrag in der Genbank
- Tucuruí virus (TUCV, TUCRV)

- Spezies Orthobunyavirus tacaiumaense (früher Tacaiuma orthobunyavirus, TaObV)

- Tacaiuma-Virus (en. Tacaiuma virus, TCMV) (+)
- CoAr 1071 virus (CA1071V)
- CoAr 3627 virus (CA3626V)
- Virgin-River-Virus (en. Virgin River virus, VRV) (+)

- Anopheles-B-Serogruppe

- Spezies Orthobunyavirus cuchillaense (früher Anopheles B orthobunyavirus, ABObV)

- Anopheles-B-Virus (en. Anopheles B virus, ANBV) (+)
- Boraceia-Virus (en. Boraceia virus, BORV) (+)

- Bakau-Serogruppe

- Spezies Orthobunyavirus bakauense (früher Bakau orthobunyavirus, BkObV)

- Bakau-Virus (en. Bakau virus, BAKV) (+)
- Ketapang-Virus (en. Ketapang virus, KETV)
- Nola-Virus (en. Nola virus, NOLAV) (+)
- Tahjong-Rabok-Virus (en. Tahjong rabok virus, TRV)
- Telok-Forest-Virus (en. Telok forest virus, TFV)

- Bunyamwera-Serogruppe und Wyeomyia-Serogruppe (zugehörige Viren hier mit ‚+B‘ bzw. ‚+W‘ gekennzeichnet)

- Spezies Orthobunyavirus barritaense (früher Batai orthobunyavirus)

- Batai-Virus (alias Čalovo-Virus, Chittoor-Virus, Bunyavirus batai, en. Batai virus, BATV) (+B) – beim Menschen grippeähnliche Symptome und Hautausschläge

- Spezies Orthobunyavirus bunyamweraense (früher Bunyamwera orthobunyavirus, ehem. Typusspezies)

- Bunyamwera-Virus (BUNV) (+B)
- Germiston-Virus (en. Germiston virus, GERV) (+B)
- Mboke-Virus (en. Mboke virus, MBOV)
- Ngari-Virus (en. Ngari virus, NRIV) (+B)
- Northway-Virus (en. Northway virus, NORV) (+B)
- Shokwe-Virus (en. Shokwe virus, SHOV) (+B)
- Xingu-Virus (en. Xingu virus, XINV) (+B)

- Spezies Orthobunyavirus cacheense (früher Cache Valley orthobunyavirus)

- Cache-Valley-Virus (en. Cache valley virus, CVV) (+B) – bei Schafen
- Cholul-Virus (en. Cholul virus)
- Tlacotalpan-Virus (en. Tlacotalpan virus, TLAV)

- Spezies Orthobunyavirus iacoense (früher Iaco orthobunyavirus)

- Iaco-Virus (en. Iaco virus, IACOV) (+W)

- Spezies Orthobunyavirus ileshaense (früher Ilesha orthobunyavirus)

- Ilesha-Virus (en. Ilesha virus, ILEV) (+B)

- Spezies Orthobunyavirus maguariense (früher Maguari orthobunyavirus)

- Maguari-Virus (en. Maguari virus, MAGV) (+B)
- Playas-Virus (en. Playas virus, PLAV) (+B)

- Spezies Orthobunyavirus potosiense (früher Potosi orthobunyavirus)

- Potosi-Virus (en. Potosi virus, POTV) (+B)

- Spezies Orthobunyavirus tensawense (früher Tensaw orthobunyavirus)

- Tensaw-Virus (en. Tensaw virus, TENV) (+B)

- Spezies Orthobunyavirus shermanense (früher Fort Sherman orthobunyavirus)

- Fort-Sherman-Virus (en. Fort Sherman virus, FSV) (+B)
- Laguna-Larga-Virus (en. Laguna Larga virus)

- Spezies Orthobunyavirus biraoense (früher Birao orthobunyavirus)

- Birao-Virus (en. Birao virus, BIRV) (+B)

- Spezies Orthobunyavirus bozoense (früher Bozo orthobunyavirus)

- Bozo-Virus (en. Bozo virus, BOZOV) (+B)

- Spezies Orthobunyavirus guaroaense (früher Guaroa orthobunyavirus, GrObV)

- Guaroa-Virus (en. Guaroa virus, GROV) (+B)

- Spezies Orthobunyavirus insulae (früher Kairi orthobunyavirus, KaObV)

- Kairi-Virus (en. Kairi virus, KRIV) (+B)

- Spezies Orthobunyavirus kernense (früher Main Drain orthobunyavirus, MDObV)

- Main-Drain-Virus (en. Main Drain virus, MDV) (+B)
- Lokern-Virus (en. Lokern virus, LOKV)
- Santa-Rosa-Virus (en. Santa Rosa virus, SARV)

- Spezies Orthobunyavirus wyeomyiae (früher Wyeomyia orthobunyavirus, WyObV)

- Wyeomyia-Virus (en. Wyeomyia virus, WYOV) (+W)
- Taiassui-Virus (en. Taiassui virus, TAIAV) (+W)
- Rio Pracupi virus
- Tucunduba-Virus (en. Tucunduba virus, gelegentlich verschrieben als Tucunda virus) (TUCV)

- Spezies Orthobunyavirus anhembiense (früher Anhembi orthobunyavirus)

- Anhembi-Virus (en. Anhembi virus, AMBV) (+W)

- Spezies Orthobunyavirus macauaense (früher Macaua orthobunyavirus)

- Macaua-Virus (en. Macaua virus, MCAV) (+W)

- Spezies Orthobunyavirus sororocaense (früher Sororoca orthobunyavirus)

- Sororoca-Virus (en. Sororoca virus, SORV) (+W)

- Bwamba-Serogruppe

- Spezies Orthobunyavirus bwambaense (früher Bwamba orthobunyavirus, BwObV)

- Pongola-Virus (en. Pongola virus, PGAV) (+)

- Spezies Orthobunyavirus bwambaense (früher Bwamba orthobunyavirus)

- Bwamba-Virus (en. Bwamba virus, BWAV) (+)

- California-Serogruppe

- Spezies Orthobunyavirus encephalitidis (früher California encephalitis orthobunyavirus, ClObV)

- Kalifornien-Enzephalitis-Virus (en. California encephalitis virus, CEV) (+)
- Morro Bay virus (MBV)

- Spezies Orthobunyavirus jamestownense (früher Jamestown Canyon orthobunyavirus)

- Jamestown-Canyon-Virus (en. Jamestown canyon virus, JCV) (+)
- Inkoo-Virus (en. Inkoo virus, INKV) (+)
- Jerry Slough virus (JSV)
- South-River-Virus (en. South river virus, SORV) (+)

- Spezies Orthobunyavirus keystoneense (früher Keystone orthobunyavirus)

- Keystone-Virus (en. Keystone virus, KEYV) (+)

- Spezies Orthobunyavirus lacrosseense (früher La Crosse orthobunyavirus)

- La-Crosse-Virus (en. La crosse virus, LACV) (+)

- La Crosse virus L74
- La Crosse virus L78

- Spezies Orthobunyavirus lumboense (früher Lumbo orthbunyavirus)

- Lumbo-Virus (en. Lumbo virus LUMV) (+)

- Spezies Orthobunyavirus melajoense (früher Melao orthobunyavirus)

- Melao-Virus (en. Melao virus, MELV) (+)

- Spezies Orthobunyavirus angeloense (früher San Angelo orthobunyavirus)

- San-Angelo-Virus (en. San Angelo virus, SAV) (+)

- Spezies Orthobunyavirus navioense (früher Serra do Navio orthobunyavirus)

- Serra-do-Navio-Virus (en. Serra do Navio virus, SDNV) (+)

- Spezies Orthobunyavirus khatangaense (früher Snowshoe hare orthobunyavirus)

- Snowshoe-hare-Virus (en. Snowshoe hare virus, SSHV) (+)

- Spezies Orthobunyavirus tahynaense (früher Tahyna orthobunyavirus)

- Tahyna-Virus (en. Tahyna virus, TAHV) (+)

- Spezies Orthobunyavirus achiotei (Trivittatus orthobunyavirus)

- Achiote virus (ACHOV)
- Trivittatus-Virus (en. Trivittatus virus, TVTV) (+)

- Capim-Serogruppe

- Spezies Orthobunyavirus acaraense (früher Acara orthobunyavirus, AcObV und Benevides orthobunyavirus, BnObV)

- Acará-Virus (en. Acará virus, ACAV) (+)
- Benevides-Virus (en. Benevides virus, BENV)

- Spezies Orthobunyavirus capimense (früher Capim orthobunyavirus, CpObV)

- Capim-Virus (en. Capim virus, CAPV) (+)

- Gamboa-Serogruppe

- Spezies Orthobunyavirus gamboaense (früher Alajuela orthobunyavirus, AlObV und Gamboa orthobunyavirus, GaObV)

- Gamboa-Virus (en. Gamboa virus, GAMV) (+)
- Alajuela-Virus (en. Alajuela virus, ALJV)
- Brus Laguna virus (BLAV)
- Calchaquí virus (CQIV)
- Soberanía virus (SOBV)
- San Juan-Virus (en. San Juan virus, SJV) (+)
- Pueblo-Viejo-Virus (en. Pueblo Viejo virus, PVV) (+)

- Group-C-Serogruppe

- Spezies Orthobunyavirus caraparuense (früher Caraparu orthobunyavirus, CrObV)

- Ossa-Virus (en. Ossa virus, OSSAV) (+)
- Caraparú-Virus (en. Caraparú virus, CARV) (+)
- El Huayo virus (EHUV)
- Itaquí-Virus (en. Itaquí virus, ITQV) (+)
- Itaya virus (ITYV)

- Spezies Orthobunyavirus bruconhaense (früher Apeu orthobunyavirus)

- Apeu-Virus (en. Apeu virus, APEUV) (+)

- Spezies Orthobunyavirus apeuense (früher Bruconha orthobunyavirus)

- Bruconha-Virus (en. Bruconha virus, BRUV) (+)

- Spezies Orthobunyavirus madridense (früher Madrid orthobunyavirus, MdObV)

- Madrid-Virus (en. Madrid virus, MADV) (+)
- Vinces-Virus (en. Vinces virus, VINV) (+)

- Spezies Orthobunyavirus maritubaense (früher Marituba orthobunyavirus. MrObV)

- Marituba virus (MTBV)
- Zungarococha virus (ZUNV)

- Spezies Orthobunyavirus gumbolimboense

- Gumbo-limbo-Virus (en. Gumbo limbo virus, GLV) (+)

- Spezies Orthobunyavirus nepuyoi

- Nepuyo-Virus (en. Nepuyo virus, NEPV) (+)

- Spezies Orthobunyavirus oribocaense (früher Oriboca orthobunyavirus, OrbObV)

- Restan-Virus (en. Restan virus, RESV) (+)
- Oriboca-Virus (en. Oriboca virus, ORIV) (+)
- Murutucú-Virus (en. Murutucú virus, MURV) (+)

- Guama-Serogruppe

- Spezies Orthobunyavirus guamaense (früher Guama orthobunyavirus, GmObV und  Bimiti orthobunyavirus, BiObV)

- Guamá-Virus (en. Guamá virus, GMAV) (+)
- Bimiti-Virus (en. Bimiti virus, BIMV) (+)

- Spezies Orthobunyavirus ananindeuaense (früher  Ananindeua orthobunyavirus)

- Ananindeua-Virus (en. Ananindeua virus, ANUV) (+)

- Spezies Orthobunyavirus mahoganyense (früher Mahogany Hammock orthobunyavirus)

- Mahogany-hammock-Virus (en. Mahogany hammock virus, MHV) (+)

- Spezies Orthobunyavirus nyandoense (früher  Nyando orthobunyavirus)
- Spezies Orthobunyavirus catuense (früher Moju orthobunyavirus, CtObV)

- Catú-Virus (en. Catú virus, CATUV) (+)
- Moju-Virus (en. Moju virus, MOJUV)

- Spezies Orthobunyavirus bertiogaense (früher Bertioga orthobunyavirus, BrObV)

- Bertioga-Virus (en. Bertioga virus, BERV) (+)
- Cananéia-Virus (en. Cananéia virus, CNAV) (+)

- Spezies Orthobunyavirus guaratubaense

- Guaratuba-Virus (en. Guaratuba virus, GTBV) (+)
- Itimirim-Virus (en. Itimirim virus ITIV) (+)

- Spezies Orthobunyavirus mirimense

- Mirim-Virus (en. Mirim virus MIRV) (+)

- Spezies Orthobunyavirus timboteuaense (früher Timboteua orthobunyavirus, TiObV)

- Timboteua-Virus (en. Timboteua virus, TBTV) (+)

- Koongol-Serogruppe

- Spezies Orthobunyavirus koongoli (früher Koongol orthobunyavirus, KoObV)

- Koongol-Virus (en. Koongol virus, KOOV) (+)
- Wongal-Virus (en. Wongal virus, WOMV) (+)

- Minatitlan-Serogruppe

- Spezies Orthobunyavirus minatitlanense (früher Minatitlan orthobunyavirus, MiObV)

- Minatitlan-Virus (en. Minatitlan virus, MNTV) (+)
- Palestina-Virus (en. Palestina virus, PLSV) (+)

- Olifantsvlei-Serogruppe (Offenbar häufiger Verschreiber: Olifanstlei)

- Spezies Orthobunyavirus botambiense (früher Botambi orthobunyavirus, BoObV)

- Botambi-Virus (en. Botambi virus, BOTV)

- Spezies Orthobunyavirus olifantsvleiense (früher Olifantsvlei orthobunyavirus, OlObV) (sic! ICTV)

- Olifantsvlei-Virus (Verschreiber: Olifantslei-Virus, en. Olifantsvlei virus bzw. Olifanstlei virus, OLIV) (+)
- Bobia virus (BIAV)
- Dabakala virus (DABV)
- Oubi virus (OUBIV)

- Patois-Serogruppe

- Spezies Orthobunyavirus patoisense (früher Patois orthobunyavirus, PAObV, Zegla orthobunyavirus, ZeGkV)

- Patois-Virus (en. Patois virus, PATV) (+)
- Babahoya-Virus (en. Babahoya virus, BABV) (+)
- Pahayokee-Virus (en. Pahayokee virus, PAHV) (+)
- Zegla virus

- Spezies Orthobunyavirus abrasense (früher Abras orthobunyavirus)

- Abras-Virus (en. Abras virus, ABRV) (+)

- Spezies Orthobunyavirus squalofluvii (früher Shark River orthobunyavirus)

- Shark-River-Virus (en. Shark river virus, SRV) (+)

- Simbu-Serogruppe

- Spezies Orthobunyavirus akabaneense (früher Akabane orthobunyavirus, AkObV)

- Akabane-Virus (en. Akabane virus, AKAV) (+) – Referenzstamm („Exemplar“), bei Wiederkäuern
- Tinaroo-Virus (en. Tinaroo virus, TINV) (+)

- Spezies Orthobunyavirus saboense (früher Sabo orthobunyavirus)

- Sabo-Virus (en. Sabo virus, SABOV)

- Spezies Orthobunyavirus heptayabaense

- Yaba-7-Virus (en. Yaba-7 virus, Y7V)

- Spezies Orthobunyavirus oropoucheense (früher Oropouche orthobunyavirus, OrpObV)

- Oropouche-Virus (en. Oropouche virus, OROV) (+)
- Iquitos virus (IQTV)
- Madre de Dios virus (MDDV)
- Perdões virus (PDEV)
- Pintupo virus (PINTV)

- Spezies Orthobunyavirus schmallenbergense (früher Sathuperi orthobunyavirus, SaObV und Shamonda orthobunyavirus, ShaObV)

- Schmallenberg-Virus (en. Schmallenberg virus, SBV) (*) – Referenzstamm (Exemplar)
- Douglas-Virus (en. Douglas virus, DOUV) (*)
- Sathuperi-Virus (en. Sathuperi virus, SATV) (*)
- Shamonda-Virus (en. Shamonda virus, SHAV) (+)

- Spezies Orthobunyavirus simbuense (früher Simbu orthobunyavirus, SiObV)

- Simbu-Virus (en. Simbu virus, SIMV) – Referenzstamm (Exemplar)
- Para virus (PARAV)

- Spezies Orthobunyavirus catqueense (früher Cat Que orthobunyavirus)

- Cát Quế virus (CQV)
- Oya-Virus (en. Oya virus, OYAV) (*)

- Spezies Orthobunyavirus thimiriense (früher Thimiri orthobunyavirus, ThObV)

- Thimiri-Virus (en. Thimiri virus, THIV) (+) – Referenzstamm (Exemplar)

- Spezies Orthobunyavirus peachesterense (früher Peaton orthobunyavirus)

- Peaton-virus (en. Peaton virus, PEAV) (+)

- Spezies Orthobunyavirus sangoense (früher  Sango orthobunyavirus)

- Sango-Virus (en. Sango virus, SANV)

- Spezies Orthobunyavirus shuniense (früher Shuni orthobunyavirus, ShuObV)

- Shuni-Virus (en. Shuni virus, SHUV) (+) – Referenzstamm (Exemplar)

- Spezies Orthobunyavirus ainoense (früher Aino orthobunyavirus)

- Aino-Virus (en. Aino virus, AINOV) (+)
- Kaikalur-Virus (en. Kaikalur virus, KAIV)

- Tete-Serogruppe

- Spezies Orthobunyavirus teteense (früher Tete orthobunyavirus, TeObV)

- Tete-Virus (en. Tete virus, TETEV) (+) – Isolat: SAAn3518 alias SAAn 3518
- Bahig-Virus (en. Bahig virus, BAHV) (+) – Isolat: EgB 90
- Tsuruse-Virus (en. Tsuruse virus, TTSUV) (+)
- Weldona-Virus (en. Weldona virus, WELV) (+) – Isolat: 76V-21935

- Spezies Orthobunyavirus matruhense (früher Matruh orthobunyavirus)

- Matruh-Virus (en. Matruh virus, MTRV) (+)

- Spezies Orthobunyavirus batamaense (früher Batama orthobunyavirus, BtObV)

- Batama-Virus (en. Batama virus, BMAV) (+)

- Turlock-Serogruppe

- Spezies Orthobunyavirus mpokoense (früher Mpoko orthobunyavirus, MPObV)

- M'Poko-Virus (en. M'Poko virus, MPOV) (+)
- Yaba-1-Virus (en. Yaba-1 virus, Y1V)

- Spezies Orthobunyavirus turlockense (früher Turlock orthobunyavirus, TuObV)

- Turlock-Virus (en. Turlock virus, TURV) (+)
- Umbre-Virus (en. Umbre virus, UMBV) (+)

- Spezies Orthobunyavirus ledniceense

- Lednice-Virus (en. Lednice virus, LEDV)

- Ohne zugewiesene oder bekannte Serogruppe

- Spezies Orthobunyavirus bushbushense (früher Bushbush orthobunyavirus, BsObV)

- Bushbush virus (BSBV)
- Moriche virus (MORV)

- Spezies Orthonairovirus esteroense (früher Estero Real orthobunyavirus, ERObV)

- Estero Real virus (ERV)

- Spezies Orthobunyavirus guajaraense (früher Guajara orthobunyavirus, GjObV)

- Guajará virus (GJAV)

- Spezies Orthobunyavirus kaengkhoiense (früher Kaeng Khoi orthobunyavirus, KKObV)

- Kaeng Khoi virus (KKV)

- Spezies Orthobunyavirus manzanillaense (früher Manzanilla orthobunyavirus, MnObV)

- Manzanilla virus (MANV)
- Inini virus (INIV)

- Spezies Orthobunyavirus nyandoense (früher Nyando orthobunyavirus, NyObV)

- Nyando virus (NDV)
- Eretmapodites virus (ERETV)
- Mojuí dos Campos virus (MDCV)

- Spezies Orthobunyavirus wolkbergense (früher Wolkberg orthobunyavirus)

- Wolkberg-Virus (en. Wolkberg virus, WBV)